# Жюльен, Рене
Рене Жюльен (фр. René Jullien; 1878 — 1970) — французский виолончелист и композитор.
Окончил Парижскую консерваторию (1901), ученик Габриэля Форе и Камиля Эрланже. В дальнейшем оставался связан со своей alma mater, автор многих конкурсных (экзаменационных) сочинений для исполнения выпускниками. Выступал преимущественно как ансамблевый музыкант, в том числе в раннем составе струнного квартета Нестора Лежёна, выступавшем в 1908—1910 гг. с серией концертов «История квартета», включавшей редкий международный репертуар.
Большинство сочинений Жюльена написано для его инструмента, в том числе концерт, Концертное аллегро, соната для виолончели и фортепиано. Из ансамблевых произведений Жюльена наибольшую известность получил цикл миниатюр «Четыре новеллетты» Op. 17 для струнного квартета. Концертштюк для альта с оркестром Op. 19 написан для Теофиля Лафоржа и посвящён ему.